# کرون کلمنت
کرون کلمنت (انگلیسی: Kerron Clement؛ زادهٔ ۳۱ اکتبر ۱۹۸۵) یک دونده دو با مانع، و دونده اهل ایالات متحده آمریکا است. وی در مسابقات کشوری و بین‌المللی در مجموع برندهٔ ۶ مدال طلا، ۱ مدال نقره شده‌است.